# La Pobla Tornesa
La Pobla Tornesa, en valencien et officiellement (Puebla-Tornesa en castillan), est une commune d'Espagne de la province de Castellón dans la Communauté valencienne. Elle est située dans la comarque de Plana Alta et dans la zone à prédominance linguistique valencienne.

## Géographie

Localisation de La Pobla Tornesa
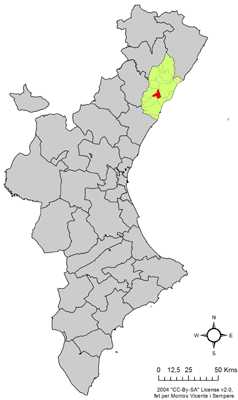
dans la Communauté valencienne.
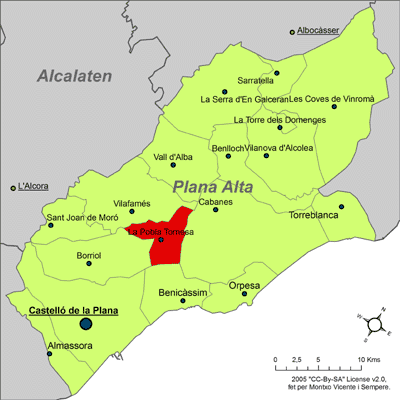
dans la comarque de Plana Alta.

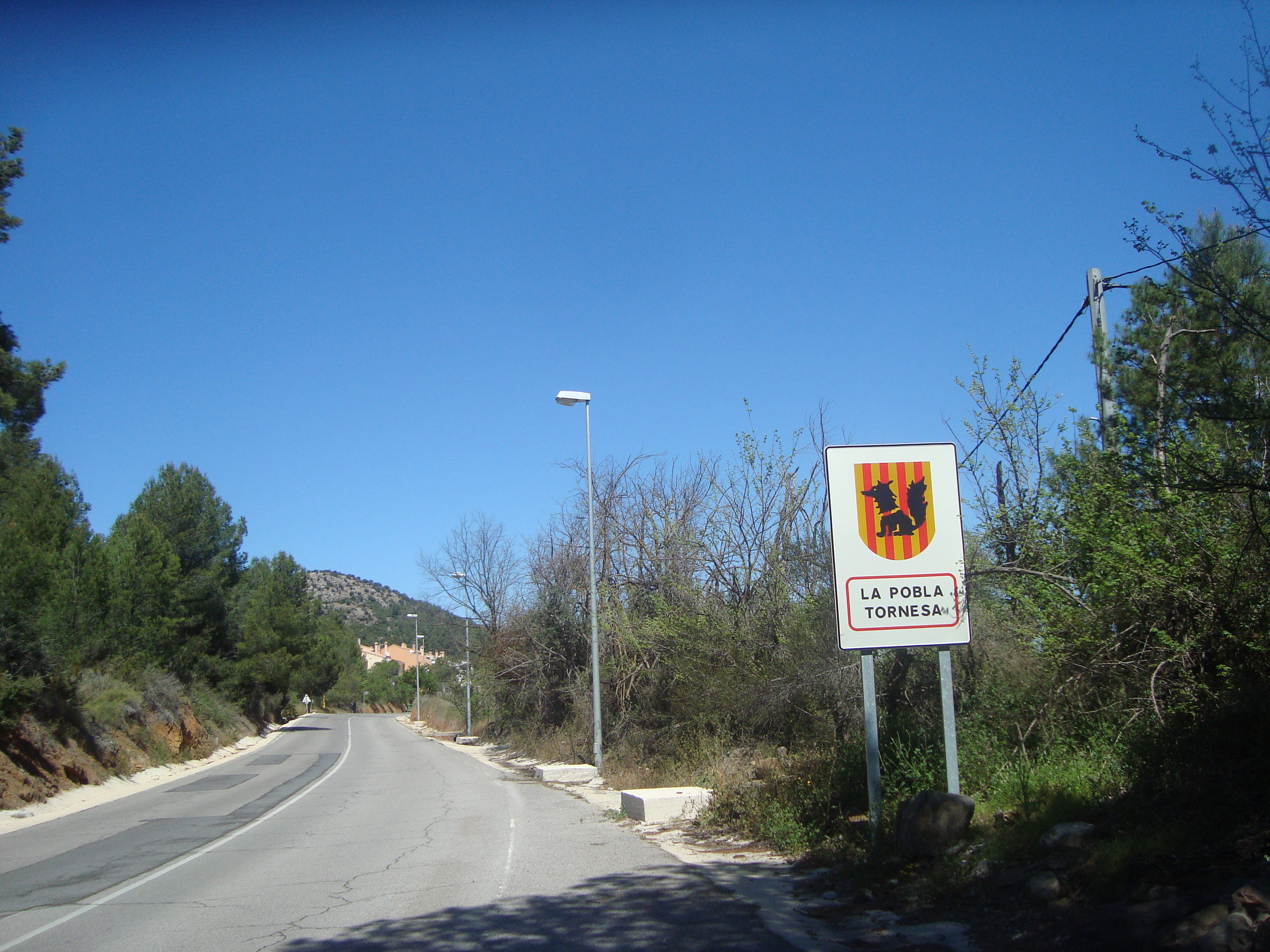
Entrée de la commune.
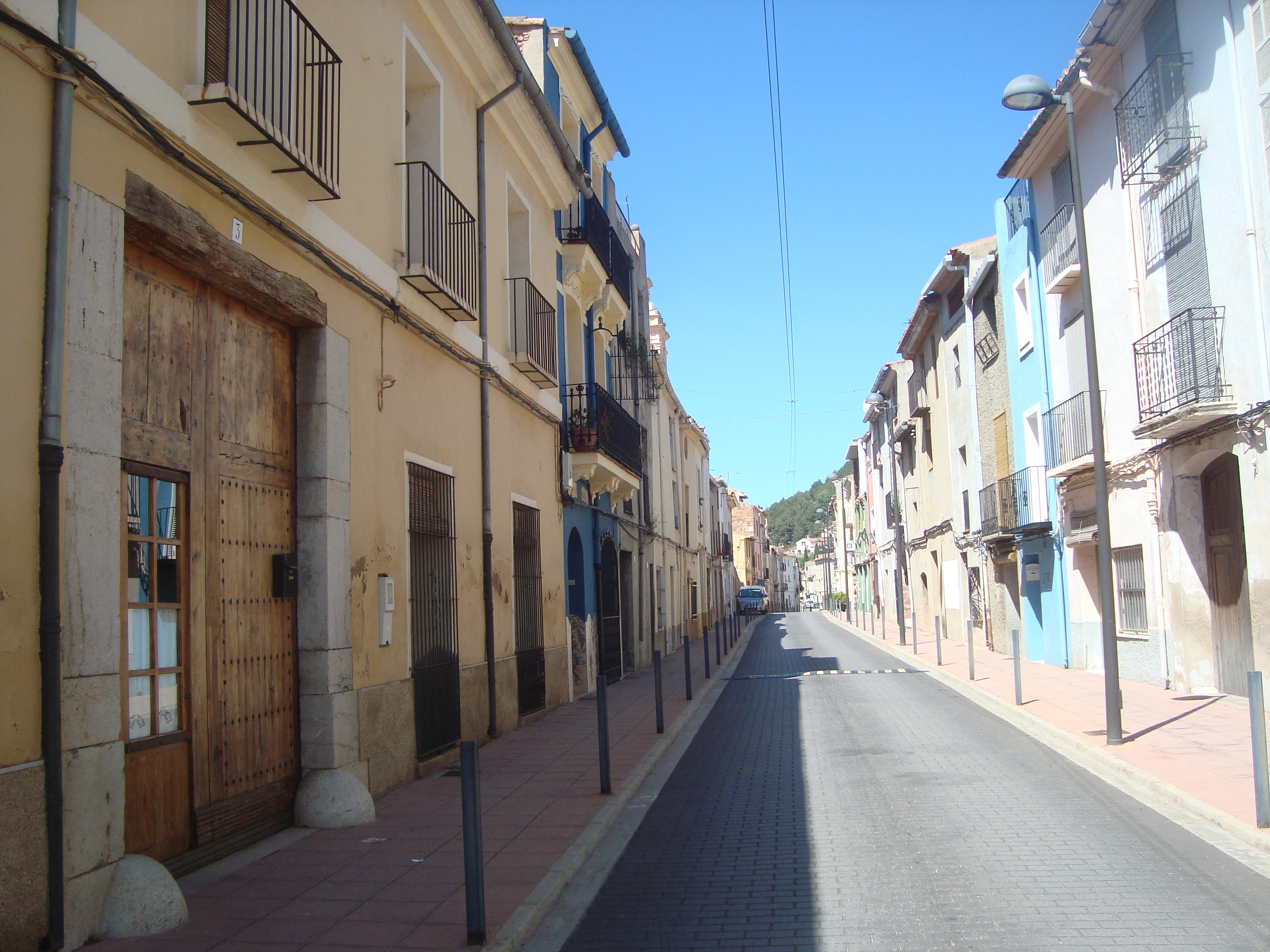
Rue Enmig.
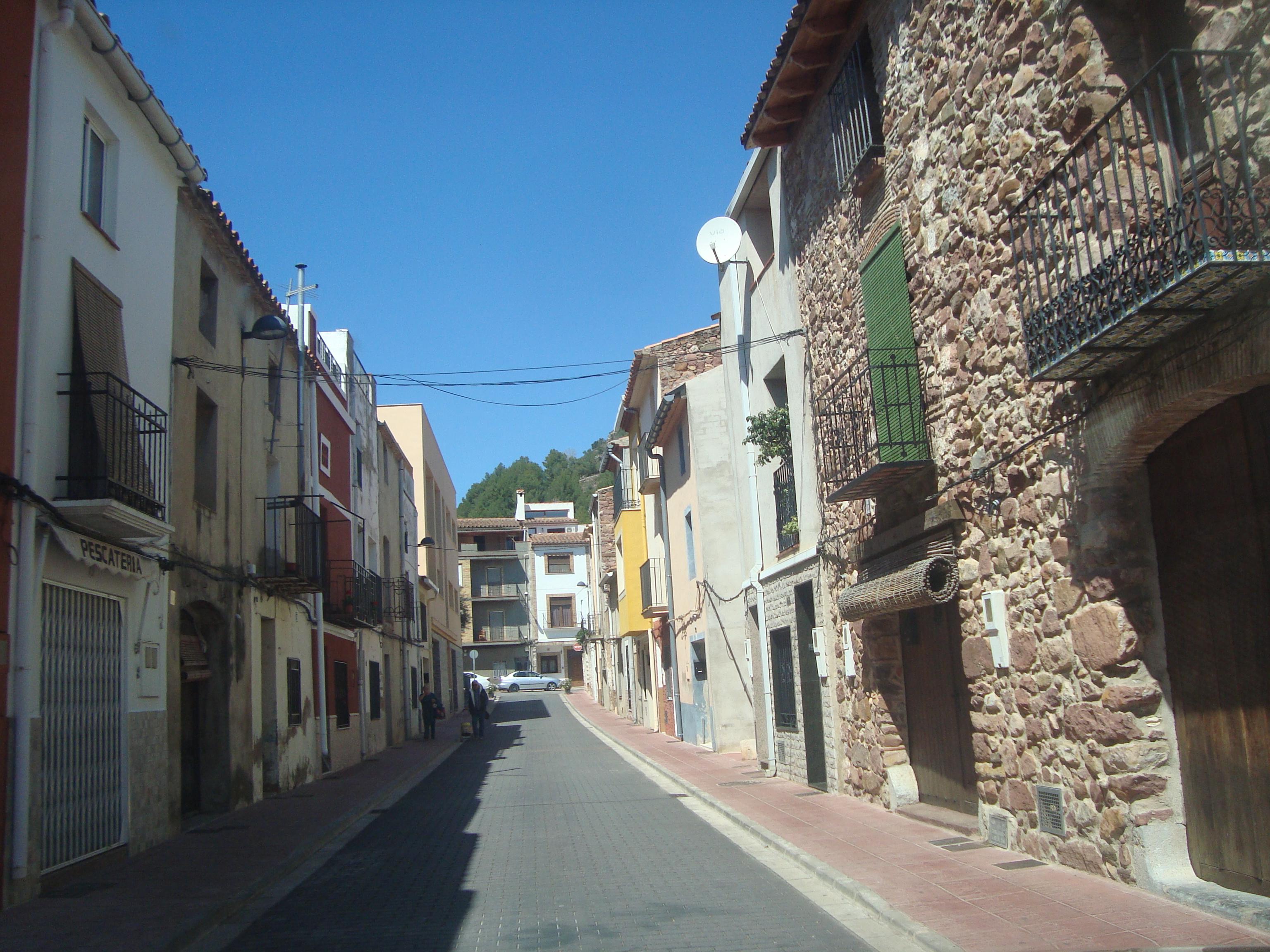
Rue de Baix.

## Patrimoine

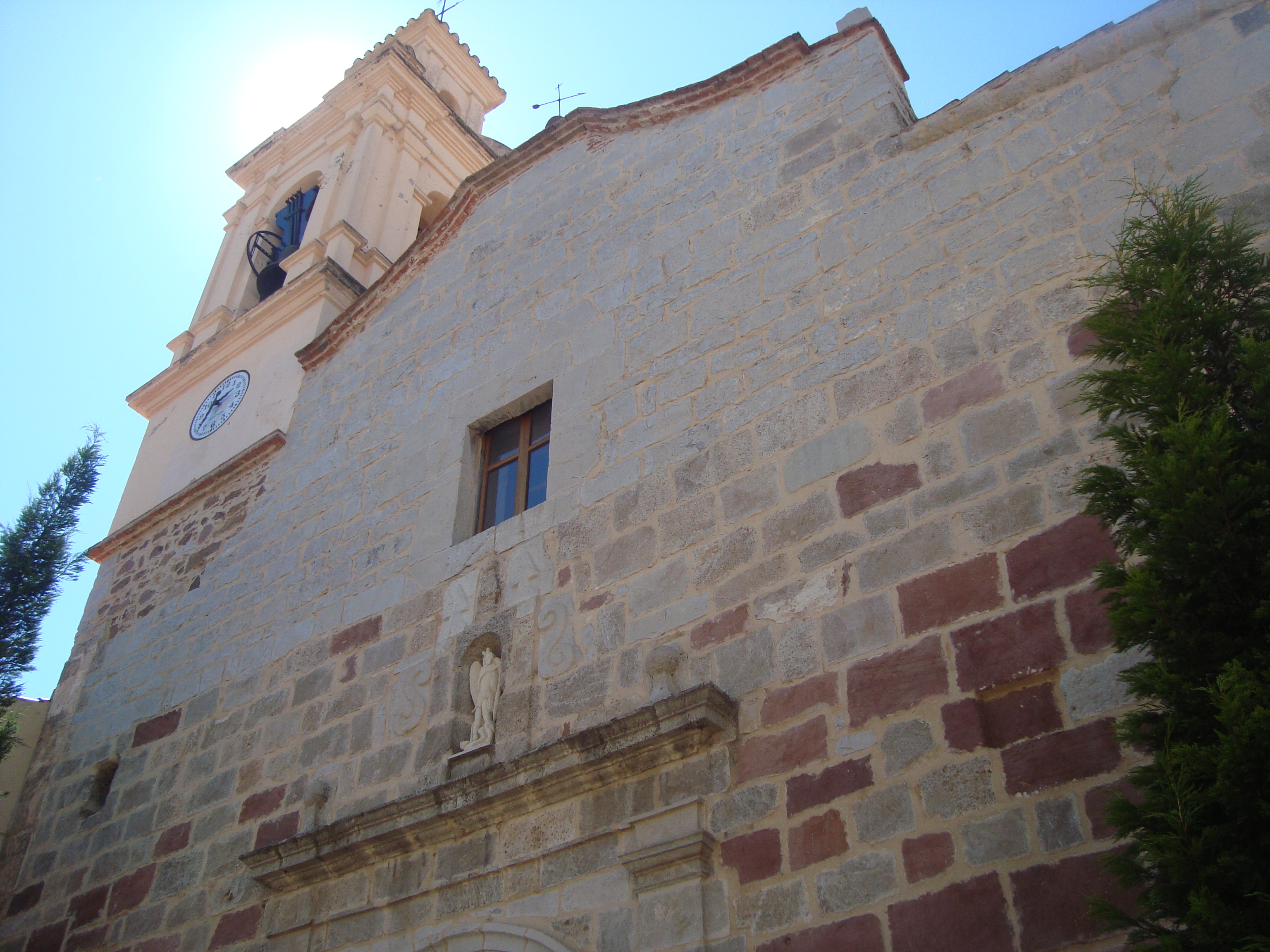
Église paroissiale Sant Miquel Arcàngel.
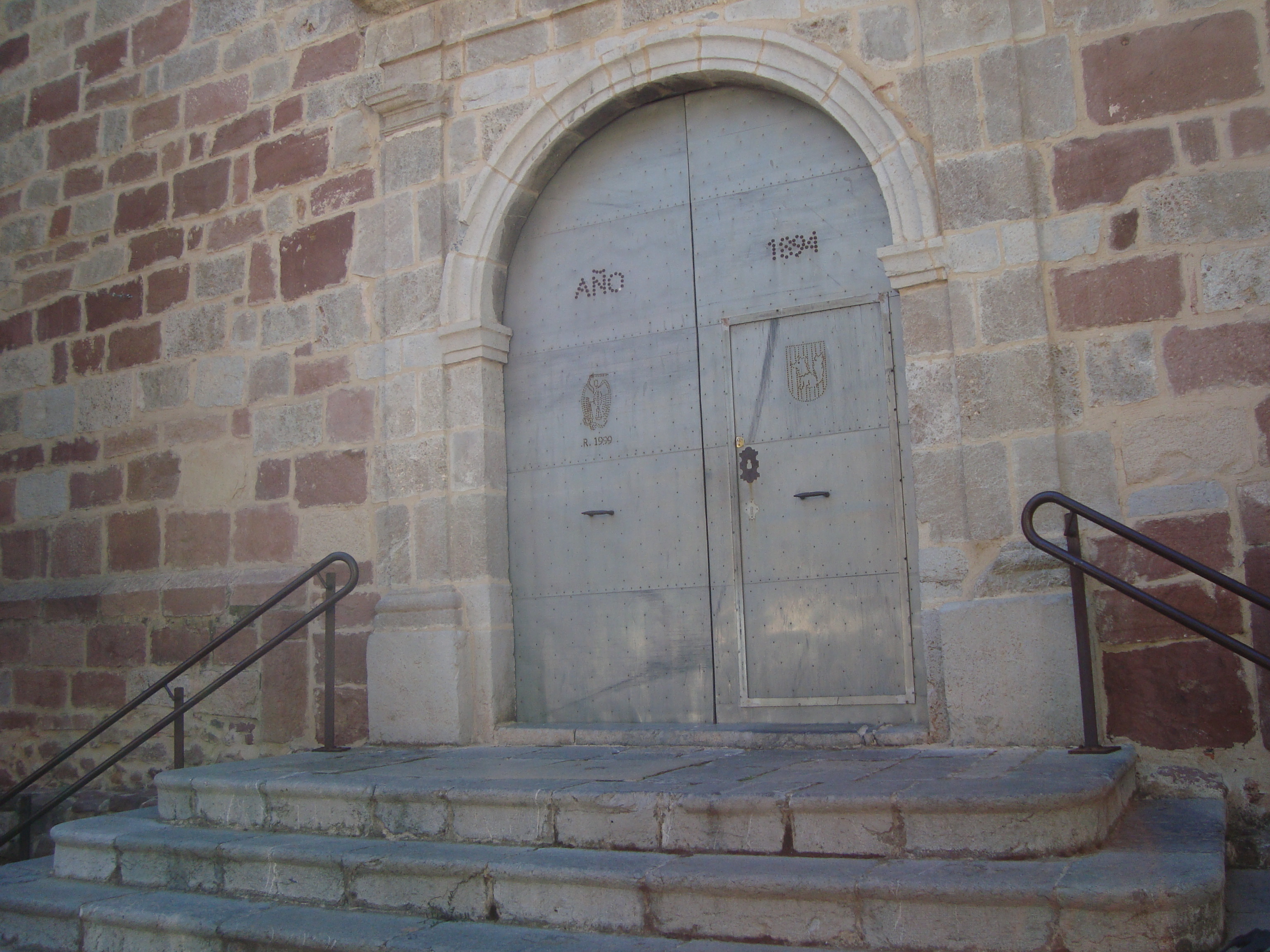
Église paroissiale Sant Miquel Arcàngel.
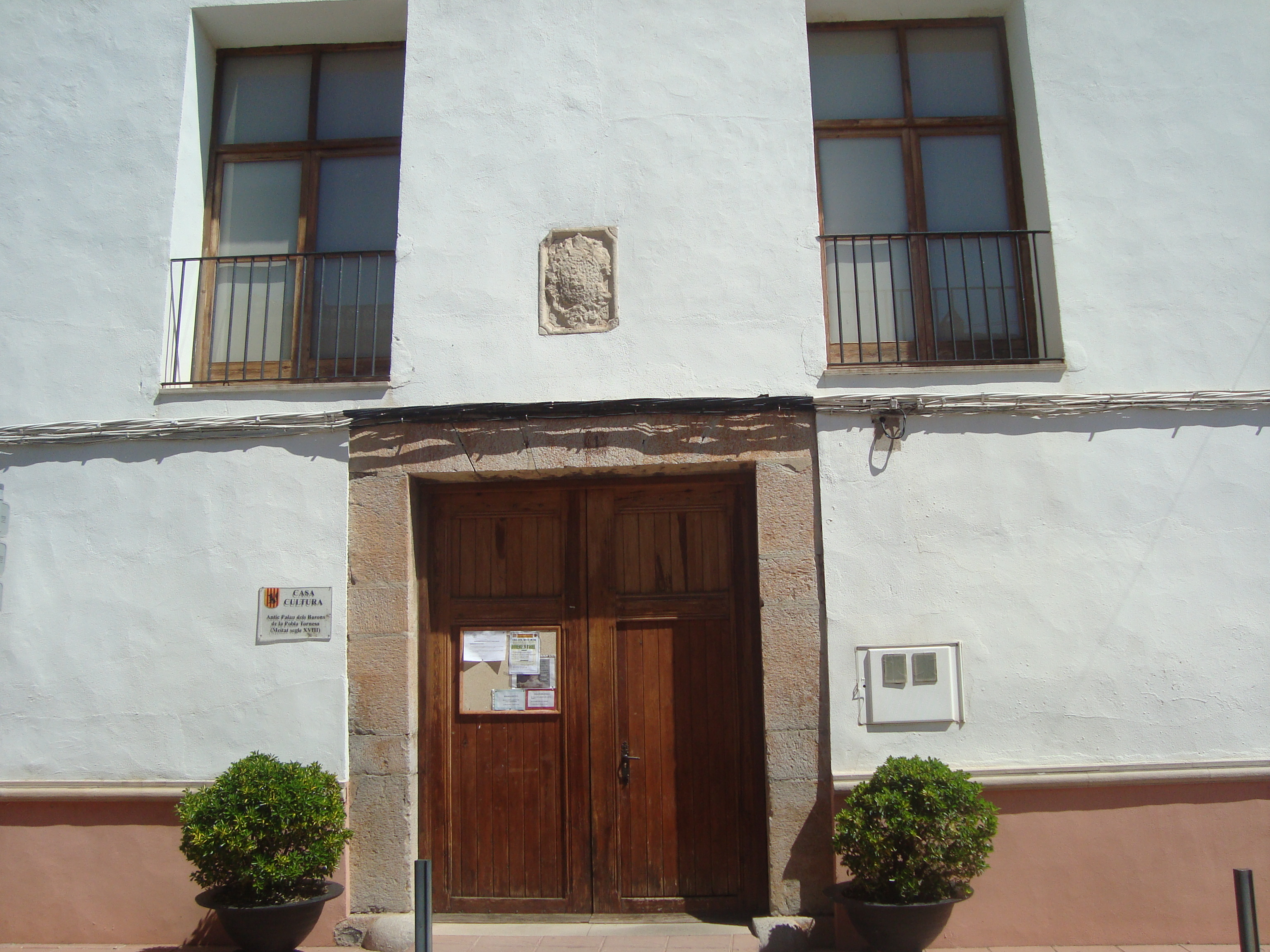
Ancien Palais des Barons de la Pobla, aujourd'hui Maison de la Culture.